# Lucile Browne
Lucile Browne (ur. 18 marca 1907 w Memphis, zm. 10 maja 1976 w Lexington) – amerykańska aktorka filmowa.

## Wybrana filmografia
- The Last of the Duanes (1930) jako Ruth Garret
- Soup to Nuts (1930) jako Louise - siostrzenica Otta
- Young as You Feel (1931) jako Dorothy Gregson
- Danger Island (1931) jako Bonnie Adams
- Girls About Town (1931) jako Edna Howard
- Battling with Buffalo Bill (1931) jako Jane Mills
- The Airmail Mystery (1932) jako Mary Ross
- The Last of the Mohicans (1932) jako Alice Munro
- Double Harness (1933) jako Valerie Colby Moore
- The Mystery Squadron (1933) jako Dorothy Gray
- King of the Arena (1933) jako Mary Hiller
- Flip i Flap: Brat diabła (1933) jako Zerlina
- Karioka (film) (1933) jako przyjaciółka Belinhi (niewymieniona w czołówce)
- The Brand of Hate (1934) jako Margie Larkins
- The Law of the Wild (1934) jako Alice Ingram
- Terror w Teksasie (1935) jako Bess Matthews
- Tęczowa dolina (1935) jako Eleanor
- On Probation (1935) jako Jane Murray
- Tumbling Tumbleweeds (1935) jako Jerry
- Śmiertelny zaułek (1937) jako elegancka kobieta (niewymieniona w czołówce)
- Zakochani (1938) jako chórzystka (niewymioniona w czołówce)